# لينا هيرزوغ
لينا هيرزوغ (بالإنجليزية: Lena Herzog)‏ هي مصورة أمريكية، ولدت في 1970 في يكاترينبورغ في روسيا.